# نیو ویلمینگتون (پنسیلوانیا)
نیو ویلمینگتون (به انگلیسی: New Wilmington) یک منطقهٔ مسکونی در ایالات متحده آمریکا است که در شهرستان لارنس، پنسیلوانیا واقع شده‌است. نیو ویلمینگتون ۲٫۸۲ کیلومتر مربع مساحت دارد.